# Municipio de Falling Creek
El municipio de Falling Creek (en inglés: Falling Creek Township) es un municipio ubicado en el  condado de Lenoir en el estado estadounidense de Carolina del Norte. En el año 2010 tenía una población de 5.979 habitantes.

## Geografía
El municipio de Falling Creek se encuentra ubicado en las coordenadas 35°17′0.59″N 77°40′11.9″O / 35.2834972, -77.669972.